# Falseuncaria
Falseuncaria is een geslacht van vlinders van de familie bladrollers (Tortricidae).

## Soorten
- F. aberdarensis Aarvik, 2010
- F. degreyana (McLachlan, 1869)
- F. kaszabi Razowski, 1966
- F. lechriotoma Razowski, 1970
- F. rjaboviana Kuznetsov, 1979
- F. ruficiliana - Primulabladroller (Haworth, 1811)